# 레온 벨라스코
레온 벨라스코(Leon Belasco, 1902년 10월 11일 ~ 1988년 6월 1일)는 미국의 배우, 바이올리니스트, 연극 배우이다.

## 영화
- 슈퍼대드 (1973년)
- 마이 식스 러브스 (1963년)
- 캉캉 (1960년)
- 콜 미 마담 (1953년)
- 정글 보이 봄바 4 (1950년)
- 러브 댓 브루트 (1950년)
- 토스트 오브 뉴 올린스 (1950년)
- 낸시 리오 가다 (1950년)
- 러브 해피 (1949년)
- 쓰리 다링 다터스 (1948년)
- 포 더 러브 오브 메리 (1948년)
- 돈 쥬앙의 모험 (1948년)
- 5번가에서 생긴 일 (1947년)
- 스윙 퍼레이드 1946 (1946년)
- 욜란다 앤 더 씨프 (1945년)
- 핀 업 걸 (1944년)
- 미트 더 피플 (1944년)
- 허스 투 홀드 (1943년)
- 갱스 올 히어 (1943년)
- 미이라의 무덤 (1942년)
- 록시 하트 (1942년)
- 올웨이스 인 마이 하트 (1942년)
- 성조기의 행진 (1942년)
- 카사블랑카 (1942년)
- 모로코 가는 길 (1942년)
- 플레이메이트 (1941년)
- 초콜릿 솔저 (1941년)
- 잇 스타티드 위드 이브 (1941년)
- 미이라의 손 (1940년)
- 이츠 어 데이트 (1940년)
- 럭키 파트너 (1940년)
- 굿 걸스 고 투 파리 (1939년)
- 브로드웨이 세레나데 (1939년)